# Order of Manitoba

Ordensband

Der Order of Manitoba ist ein ziviler Verdienstorden in der kanadischen Provinz Manitoba. Die Auszeichnung wurde am 4. Juli 1999 gestiftet und wird Zivilpersonen verliehen, die durch besondere Leistungen aufgefallen sind. Jedes Jahr werden nicht mehr als acht Personen mit diesem Orden ausgezeichnet. Der Vizegouverneur erhält ihn bei der Vereidigung automatisch und ist während seiner Amtszeit gleichzeitig Kanzler des Ordens.

## Struktur und Ernennung
Mit dem Order of Manitoba sollen gegenwärtige oder ehemalige langjährige Einwohner Manitobas ausgezeichnet werden, die sich in einem bestimmten Gebiet durch einen hohen Grad an Leistung und Erfolg hervorgetan haben und dadurch das soziale, kulturelle und wirtschaftliche Wohlergehen der Provinz und ihrer Einwohner gefördert haben. Bezüglich der maximalen Zahl der Ordensträger gibt es keine Einschränkungen, allerdings können pro Jahr nicht mehr als acht Personen ausgezeichnet werden. Voraussetzung ist die kanadische Staatsbürgerschaft; ausgeschlossen sind Personen, die gegenwärtig gewähltes oder ernanntes Mitglied einer Körperschaft öffentlichen Rechts sind.
Der Nominationsprozess, mit dem geeignete Personen gesucht werden sollen, beginnt mit Vorschlägen der Öffentlichkeit an das Sekretariat des Ordensbeirates. Dieser besteht aus dem Präsidenten des Obersten Gerichtshofes der Provinz, dem Regierungssekretär, den Präsidenten der University of Manitoba, der Brandon University und der University of Winnipeg (die sich alle zwei Jahre abwechseln) sowie nicht mehr als vier Mitgliedern des Ordens, von denen einer als Vorsitzender fungiert. Der Ordensbeirat tritt jährlich mindestens einmal zusammen und gibt Empfehlungen an den Vizegouverneur ab. Posthume Nominationen sind nicht gestattet, allerdings kann eine verstorbene Person geehrt werden, wenn ihr Name bereits dem Ordensbeirat vorgeschlagen worden ist. Der Vizegouverneur, der von Amts wegen Mitglied und Kanzler des Ordensbeirates ist, gibt die Ernennung mit einer Weisung bekannt, die mit dem Großen Siegel der Provinz besiegelt wird. Die neuen Ordensmitglieder haben danach das Recht, ihrem Namen das Kürzel OM anzuhängen.
→ Liste der Träger des Order of Manitoba

## Insignien
Nach der Aufnahme in den Orden erhalten die Mitglieder in einer Zeremonie im Government House in Winnipeg die Insignien des Ordens überreicht. Das Hauptemblem des Ordens ist ein Goldmedaillon in Form eines stilisierten Krokus, der offiziellen Blume der Provinz. Die Bildseite besteht aus weißem Email mit goldener Einfassung und trägt in der Mitte den Wappenschild des Wappens von Manitoba, überragt von der Edwardskrone als Symbol der Rolle des kanadischen Monarchen als Quell der Ehre. Das Band besteht aus vertikalen Streifen in Rot, Blau und Weiß. Männer tragen den Orden am Kragen am Ende des Bandes angehängt, Frauen tragen ihn an einer Schleife an der linken Brust. Für weniger formelle Anlässe erhalten die Mitglieder eine Anstecknadel.